# Transeius dolium
Transeius dolium är en spindeldjursart som först beskrevs av Muhammad Sharif Khan och Ashfaq 2005.  Transeius dolium ingår i släktet Transeius och familjen Phytoseiidae. Inga underarter finns listade i Catalogue of Life.